# スケルツォ

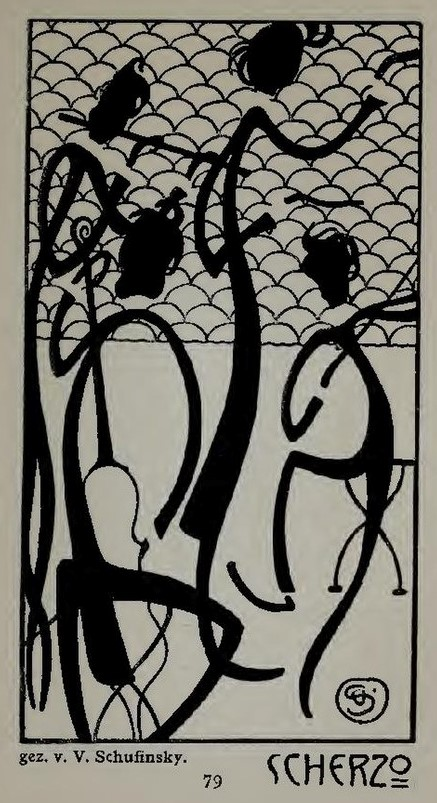
ヴィクトル・シュフィンスキー「スケルツォ」（1902）

スケルツォ（scherzo）は、楽曲の区分に用いられる名前のひとつ。イタリア語で「冗談」を意味し、語源的にはふざけた音楽を指すが、その意味あいは形骸化していった。諧謔曲（かいぎゃくきょく）。
スケルツォは、メヌエットに代わって多楽章形式の器楽作品に組み込まれるようになり、室内楽曲にハイドンが導入したり、器楽ソナタや交響曲にベートーヴェンが導入したのをきっかけに、頻繁に用いられるようになった。その後、ショパンが独立した楽曲として芸術性を高めた。
楽曲の性格を現す語であり、特定の形式や拍子テンポに束縛されないが、一般的に3拍子で速めのテンポを持つものが多い。交響曲や、室内楽曲でソナタ形式を持つ多楽章の曲に組み込まれる場合、4拍子のスケルツォもあり得る。初期のものは、テンポが速いことを除けば、3拍子だったり、舞踏的な性格を持ったり、トリオ（中間部）を持つ複合三部形式をとったりと、メヌエットの性質を借用していることが多い。主部は「舞踏的な性質」「歌謡的性質の排除」「強拍と弱拍の位置の交代」「同一音型の執拗な繰り返し」「激しい感情表現」などが目立ち、中間部は逆に「歌謡的な性質」「牧歌的な表現」が目立つことが多いのは、緩徐楽章との対照を狙っていると考えられている。

## 主要曲
- ハイドン - ロシア四重奏曲：全曲にメヌエットのかわりにスケルツォがおかれているが、メヌエットとの違いは曖昧。
- ベートーヴェン - 第8番を除く交響曲の第2楽章または第3楽章。ピアノソナタ全32曲のうちの多く。
- シューベルト - 2つのスケルツオ
- メンデルスゾーン - 劇付随音楽『夏の夜の夢』より第1曲「スケルツォ」
- ロベルト・シューマン -序曲、スケルツォと終曲 より第2楽章「スケルツォ」
- ショパン - 4曲のスケルツォ（Op.20, Op.31, Op.39, Op.54）
ベートーヴェンのものとは異なり独立した作品群。内容が深刻な点はスケルツォとして共通しているが､時に凶暴なまでの激情が発露されている。ショパン自身は温和でありこうした一面を顕わにしなかったといわれるが、シューマンに「冗談」でこれなら「真面目」はどうなるのかと評されている。
このほか、ピアノソナタ第2番、第3番、チェロソナタの第2楽章にもスケルツォがおかれている。
- リスト - スケルツォとマーチS.177
- アルカン - 悪魔的スケルツォ Op.39-3
- デュカス - 交響的スケルツォ『魔法使いの弟子』
- チャイコフスキー - ワルツ・スケルツォ
- ブラームス - スケルツォ変ホ短調 Op.4
- ドヴォルザーク - スケルツォ・カプリチオーソ  Op.66
- ブルックナー - 全ての交響曲（番号無しのヘ短調とニ短調を含む）にスケルツォと明記された楽章がある。トリオも明記され、ダ・カーポで冒頭に戻った後、フィーネで終わるかコーダの指示がある。交響曲第4番の一般的によく演奏される第2稿の第3楽章は「狩りのスケルツォ」と呼ばれるが、4拍子のものである。交響曲第8番、交響曲第9番、弦楽五重奏曲では第2楽章にスケルツォが配置されている。
- マーラー - 1、2、4、5、6、7、10番の交響曲にスケルツォ楽章がある他、3、9番の交響曲にもスケルツォ的性質の楽章がある。
- ピエール・シェフェール - スケルツォ(Musique De Notre Temps: Reperes 1945/1975)。
- 矢代秋雄 - 交響曲のスケルツォは「テンヤテンヤテンテンヤテンヤ」という変拍子のリズムに基づく。